# إنديانابوليس 500 سنة 1994
سباق إنديانا بوليس -500 ميل 1994 أقيم في حلبة إنديانابوليس موتور سبيدواي في 29 مايو 1994 وفاز في السباق Al Unser, Jr. من فريق فريق بنسك بمتوسط سرعة 160.872 ميل/س (258.898 كم/س).
وكان أول المنطلقين Al Unser, Jr. بسرعة 228.011 ميل/س (366.948 كم/س).